# Parigi-Roubaix 2008
La Parigi-Roubaix 2008, centoseiesima edizione della corsa, venne disputata il 13 aprile 2008 lungo un percorso di 259 km e fu vinta dal belga Tom Boonen.

## Squadre e corridori partecipanti
| N.      | Cod. | Squadra                          |
| ------- | ---- | -------------------------------- |
| 1-8     | CSC  | Team CSC                         |
| 11-18   | RAB  | Rabobank                         |
| 21-28   | COS  | Cycle Collstrop                  |
| 31-38   | SIL  | Silence-Lotto                    |
| 41-48   | LIQ  | Liquigas                         |
| 51-58   | QST  | Quick Step                       |
| 61-68   | THR  | Team High Road                   |
| 71-78   | LAM  | Lampre                           |
| 81-88   | GST  | Team Gerolsteiner                |
| 91-98   | MRM  | Team Milram                      |
| 101-108 | COF  | Cofidis, le Crédit par Téléphone |
| 111-118 | A2R  | AG2R Prévoyance                  |
| 121-128 | FDJ  | Française des Jeux               |

| N.      | Cod. | Squadra                          |
| ------- | ---- | -------------------------------- |
| 131-138 | GCE  | Caisse d'Epargne                 |
| 141-148 | SKS  | Skil-Shimano                     |
| 151-158 | TSV  | Topsport Vlaanderen              |
| 161-168 | AGR  | Agritubel                        |
| 171-178 | LAN  | Landbouwkrediet-Tönissteiner     |
| 181-188 | C.A  | Crédit Agricole                  |
| 191-198 | BTL  | Bouygues Télécom                 |
| 201-208 | SDV  | Saunier Duval-Scott              |
| 211-218 | EUS  | Euskaltel-Euskadi                |
| 221-228 | TCS  | Tinkoff Credit Systems           |
| 231-238 | BAR  | Barloworld                       |
| 241-248 | TSL  | Team Slipstream-Chipotle p/b H30 |

## Ordine d'arrivo (Top 10)
| Pos. | Corridore         | Squadra       | Tempo    |
| ---- | ----------------- | ------------- | -------- |
| 1    | Tom Boonen        | Quick Step    | 5h58'42" |
| 2    | Fabian Cancellara | Team CSC      | s.t.     |
| 3    | Alessandro Ballan | Lampre        | s.t.     |
| 4    | Martijn Maaskant  | Slipstream    | a 3'39"  |
| 5    | Stuart O'Grady    | Team CSC      | a 3'57"  |
| 6    | Leif Hoste        | Silence-Lotto | s.t.     |
| 7    | Stijn Devolder    | Quick Step    | a 3'59"  |
| 8    | Johan Vansummeren | Silence-Lotto | a 4'35"  |
| 9    | George Hincapie   | High Road     | a 5'12"  |
| 10   | Fabio Baldato     | Lampre        | s.t.     |